# Antalfalu
Antalfalu (horvátul: Antunovac, 1910 és 1991 között Antunovac Tenjski) falu és község Horvátországban, Eszék-Baranya megyében.

## Fekvése
Eszéktől 7 km-re délre, Szlavónia keleti részén, a Szlavóniai-síkságon, az Eszékről Vinkovcéra menő út mentén fekszik. Közigazgatásilag Németderzs (Ivanovac) tartozik hozzá.

## Története
A települések első nyomai ezen a területen az ókori római időkből származnak, bár az Eszéktől délre fekvő terület, az egykor jelentős Mursa ókori város déli területe a 18. század végéig víz alatt volt. Kisebb települések csak a kiemelkedő részeken voltak, ahol a szántóföldi művelés egyáltalán lehetséges volt. Ez a helyzet akkor változott meg, amikor Adamovich Kapisztrán János báró 1765-ben ide érkezett. Az Adamovich birtokok Csepén, Tenye, Erdőd és Almás közötti övezetben feküdtek. A báró képzett gazdálkodóként rögtön hozzálátott a mocsaras terület lecsapolásához. Csatornákat ásatott a Vuka, a Dráva és a Duna irányába, új növényi kultúrákat, lent, kendert és dohányt honosított meg és megteremtette a feltételeket új települések alapításához. 
A települést a dokumentumok 1839-ben Antalfalu néven említik először, míg a horvát Antunovac elnevezésével először 1851-ben találkozhatunk. Nevét egykori birtokosáról Adamovich Antalról kapta. Első telepesei magyarok voltak, akik már 1880-ban felépítették a Szent Antal kápolnát. A településen egészen 1924-ig magyarul beszéltek. 1857-ben 158, 1910-ben 962 lakosa volt. Verőce vármegye Eszéki járásának része volt. Az 1910-es népszámlálás adatai szerint lakosságának 48%-a magyar, 21%-a szerb, 15%-a horvát, 14%-a német anyanyelvű volt. Az első világháború után 1918-ban az új szerb-horvát-szlovén állam, majd később (1929-ben) Jugoszlávia része lett. 1944-től 1953-ig a történelmi eseményekkel összefüggésben a területen megváltozott a népesség nemzetiségi összetétele. Az eredeti magyar és német nemzetiségű lakosságot elüldözték. Az elhagyott házakba Zagorje és Dalmácia területéről a termékenyebb föld reményében új lakosok érkeztek, ők a földosztás során kaptak is földeket. A falu 1991-től a független Horvátországhoz tartozik. 1991-ben lakosságának 77%-a horvát, 13%-a szerb, 4%-a jugoszláv, 3%-a magyar nemzetiségű volt. 2011-ben a falunak 2181, a községnek összesen 3703 lakosa volt.

## Lakossága
| Lakosság változása | Lakosság változása | Lakosság változása | Lakosság változása | Lakosság változása | Lakosság változása | Lakosság változása | Lakosság változása | Lakosság változása | Lakosság változása | Lakosság változása | Lakosság változása | Lakosság változása | Lakosság változása | Lakosság változása | Lakosság változása |
| ------------------ | ------------------ | ------------------ | ------------------ | ------------------ | ------------------ | ------------------ | ------------------ | ------------------ | ------------------ | ------------------ | ------------------ | ------------------ | ------------------ | ------------------ | ------------------ |
| 1857               | 1869               | 1880               | 1890               | 1900               | 1910               | 1921               | 1931               | 1948               | 1953               | 1961               | 1971               | 1981               | 1991               | 2001               | 2011               |
| 158                | 344                | 483                | 812                | 862                | 962                | 1.144              | 1.402              | 2.184              | 1.968              | 2.422              | 2.659              | 2.579              | 2.692              | 2.283              | 2.181              |

## Nevezetességei
- Páduai Szent Antal tiszteletére szentelt római katolikus templomát 1880-ban építették. A délszláv háború során az épület súlyosan megrongálódott, a háború után teljesen újjá kellett építeni.

- A faluban 2010. december 3-án szentelték fel a helység védőszentjének Szent Antalnak a tiszteletére szentelt emlékkápolnát a honvédő háborúban megölt, vagy eltűnt katonák és civilek emlékére. A kápolnában 40 olyan helyi lakos képe található, akik elestek a háborúban.

## Kultúra
A településen a KUD „Klasje Slavonije” Antunovac-Ivanovac kulturális és művészeti egyesület működik.

## Oktatás
A településen OŠ "Antunovac" néven elemi iskola működik.

## Sport
- AzNK Vitez '92, Antunovac labdarúgóklubot 1928-ban alapították NK Bratstvo Antunovac néven.
- A ŽOK Vitez '11 Antunovac női röplabdaklub a horvát 2. ligában szerepel.

## Egyesületek
A település önkéntes tűzoltóegyesületét 1927-ben alapították.